# نینگیجان
نینگیجان (ترکی آذربایجانی: Ninqican) یک منطقهٔ مسکونی در جمهوری آرتساخ است که در استان مارتونی واقع شده‌است.